# Lisandru Olmeta
Pour les articles homonymes, voir Olmeta.
Lisandru Olmeta, né le 21 juillet 2005 à Ajaccio, est un footballeur français qui évolue au poste de gardien de but au SC Bastia en prêt du LOSC.

## Biographie
Né à Ajaccio, Lisandru est le fils de l'ancien footballeur Pascal Olmeta, qui évoluait également au poste de gardien de but,,. Le 14 mai 2024 il fut l'un des porteurs de la flamme olympique au côté de son père.

### Débuts et formation
Lisandru Olmeta, né le 21 juillet 2005 à Ajaccio, commence le football en France avec l'AS Pietrosella, puis au Gazélec Ajaccio, au Pôle espoirs d'Ajaccio. En 2020, il intègre l'AS Monaco.

### LOSC Lille et prêt au SC Bastia
Le 1er juillet 2023, Lisandru Olmeta signe son premier contrat professionnel avec le LOSC Lille, il paraphe un contrat de trois saisons soit jusqu’en 2026.
Le 2 avril 2024, Lisandru Olmeta prolonge avec le LOSC Lille, il étend son bail chez les Dogues jusqu’en juin 2028.
Le 25 juin 2025, Lisandru Olmeta est prêté pour une saison au SC Bastia.

### Carrière en sélection
Olmeta est international français en équipe de jeune, dès les moins de 16 ans,.,.
En avril 2022, il est sélectionné avec l'équipe de France des moins de 17 ans pour l'Euro 2022 organisé en Israël. Il s'impose comme un titulaire lors de cette compétition continentale, en étant décisif à plusieurs reprises, notamment lors des séances de tirs au but victorieuses, en quart de finale contre l'Allemagne,, puis en demi-finale contre le Portugal,.

## Palmarès
France -17 ans
- Championnat d'Europe -17 ans (1) :
  - Vainqueur : 2022.